# اجتماعی‌گری

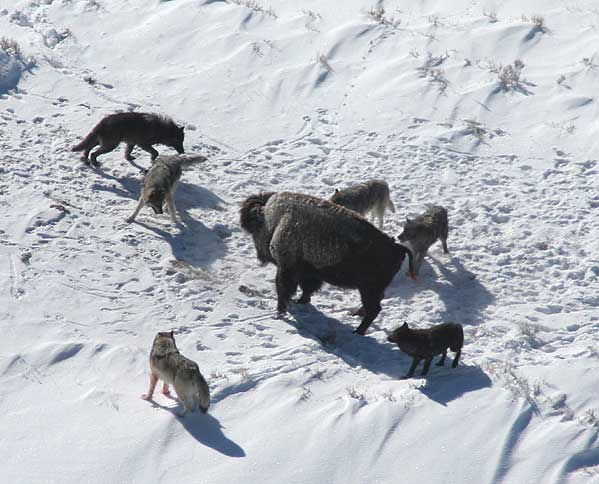
شکار گرگ‌های خاکستری در یک گله پیش‌اجتماعی به دور بوفالوی آمریکایی.

اجتماعی‌گری درجه‌ای است که افراد در یک جمعیت جانوران میل به پیوند در گروه‌های اجتماعی (جمع‌گرایی) دارند و جامعه همکار را تشکیل می‌دهند.
اجتماعی‌گری پاسخ به زنده‌مانی در برابر فشارهای تکاملی است. به عنوان نمونه، هنگامی که زنبور مادر در لانه نزدیک لارو خود می‌ماند، ، انگلها کمتر لارو را می‌خورند. زیست‌شناسان گمان می‌کنند که فشار ناشی از انگل‌ها و دیگر شکارگران، انتخاب طبیعی این رفتار را در زنبورهای خانوادهٔ زنبوران نتیجه داده‌است.